# Aranza
Ivette Becerra Meza conocida como Aranza (Chihuahua, Chihuahua, México; 27 de septiembre de 1971) es una cantante mexicana. Es conocida por su trabajo en TV Azteca por interpretar la canción «Dime», tema principal de Mirada de mujer, una de las telenovelas más importantes de dicha televisora y de mayor éxito, y también por interpretar el tema principal del melodrama Vivir a destiempo. Empezó su carrera en los años 90 en Televisa en la agrupación conocida como Viva voz, después renombrada a Zarabanda, con la cual interpretó el tema de la telenovela Alcanzar una estrella II «Estrella de ilusión» y la versión español del tema «Nothing's Gonna Stop Us Now» de Starship, titulada «Nada nos detiene», compartió escenario varias veces con el cantante y compositor Armando Manzanero. Cuenta con 12 producciones discográficas.
El tema «Dime» fue adaptado al idioma griego en 2001, ha sido versionado 2 ocasiones, una vez por María José, lanzada en 2022 y segunda por Yuridia, grabada en el año 2025 para la versión de Mirada de mujer titulada Con esa misma mirada, la cual no salió a la luz públicamente.

## Inicios
Aranza nació el 27 de septiembre en la ciudad de Chihuahua. Su primer contacto musical fue a los 10 años en un palenque de feria acompañada por su padre, ahí descubrió su verdadera pasión al verse volcar al público en tórridos aplausos.
Con tan solo 15 años de edad, decide radicar en la Ciudad de México para crecer como cantante y empezar una nueva etapa cantando en bares y foros urbanos, mientras se sigue preparando. En 1990 se integra al grupo Viva voz que posteriormente cambia su nombre a «Zarabanda» en donde junto a Russell, Enrique y Jorge lograron presentar con la firma Sony Music y bajo la tutela de Mariano Pérez, la producción «Nada nos detiene», de donde destacó el tema «Estrella de ilusión», carta de presentación del grupo y tema musical de la telenovela Alcanzar una estrella II, que los llevó a realizar una extensa gira compartiendo escenario con el grupo Muñecos de papel (protagonistas de la serie).
Comenzó a trabajar en coros de las grabaciones de Vicente y Alejandro Fernández, Ricky Martin, Yuri, Emmanuel, Sasha Sokol, Lucía Méndez, entre otros.

## Biografía y carrera artística

### Aranza (1994)
En 1994 se presenta su primera oportunidad como solista bajo el respaldo de EMI Capitol, su disco homónimo. Logró inmediatamente la aceptación del público obtuviendo excelentes comentarios de la prensa, situándose en las listas de popularidad de México y Centroamérica con su primer sencillo «Mentiras y lágrimas», mismo que presentó continuamente en el programa más importante de la época, Siempre en domingo.

### Mi isla desierta (1995)
En 1995 presenta bajo el mismo sello su segunda producción, «Mi isla desierta», producido por Max Di Carlo y Christian De Walden, con los temas Búscame, Mentiras, Tu amor y Sin amor, incluida como leitmotiv (tema recurrente) en las escenas y banda sonora de la telenovela Sentimientos ajenos, además de combinar sus estudios de arte dramático en el Centro de Educación Artística (CEA) de Televisa.

### Mirada de mujer(1997)
En el año 1997, recibe una llamada telefónica, de la cual estaba en la mira para interpretar el tema musical de un ambicioso proyecto de Televisión Azteca llamado Mirada de mujer, tema escrito por el cantante Armando Manzanero. Al día siguiente de la llamada se lleva a cabo el encuentro, donde se le anuncia que interpretaría el tema de la telenovela llamado «Dime», el cual contaría con éxito, el cantante le propuso producir su tercera producción musical en solitario, que llevaría el mismo nombre de la telenovela. Dicho proyecto incluyó el tema principal y otros más compuestos por Manzanero, temas como Suele pasar así, Para dormir contigo, A través, Háblame, Tuya soy y ¿Quién?.
Con esta producción, se consolida entre las grandes voces mexicanas, y deja ver su versatilidad interpretativa, el disco alcanzó más de 100 mil copias vendidas y la comprobación de la venta de más de 500 mil copias en el mercado de la piratería.

### Ama(1999)
Posteriormente al éxito alcanzado, sale a la venta su cuarta producción. La respuesta del público fue creciente con temas como Ama que dio nombre al disco, Cada vez, Cachito de esperanza, Besos al aire (versión del tema «Alane» de Wes Madiko adaptada en español) y «Marabú». Este material le abre las puertas hacia el Continente europeo en donde realizó una gira por Italia, donde versiones remezcladas de los sencillos fueron llevados por un DJ a las más reconocidas discotecas. Durante ese mismo tiempo presentó una denuncia hacia Sergio Andrade, por pederastía debido a la publicación de un libro de la actriz y presentadora Aline Hernández.

### Lo mío(2003) y regreso a la televisión
En el año 2003 regresa con «Lo mío», producción de género norteño, con mezclas de balada, cumbia texana y colombiana. Con los dos primeros cortes promocionales Amores de dando y dando y Me dolió que me engañaras, el disco empezó a tener éxito, pero a la mitad de la promoción, Aranza se enfrentó a un largo y desgastante pleito con su representante que la dejó privada de escenario y sin poder figurar por largo tiempo en el ambiente artístico. Anteriormente este álbum se le otorgó a la comediante Samia con la cual no logró éxito.
A finales de 2005, regresa en un concurso de canto llamado Te regalo mi canción para TV Azteca, donde junto a otros cantantes compitió por hacer ganadora una canción a donación de una institución de beneficencia obteniendo el segundo lugar.

### Desafío de estrellas(2006)
En 2006, a pocos días del anterior concurso, regresó a la televisión mexicana con el programa de canto Desafío de estrellas. De los 32 cantantes compitiendo en el desafío, 23 ya habían participado en La Academia, mientras que los otros 9 eran cantantes que en su momento tuvieron éxito o quedaron en el olvido, así impulsándolos por la televisora.
La eliminación de estos 9 cantantes era inminente, al punto que hasta el concierto 15 solamente tres permanecían en la competencia: Alejandra Ley, José Joel, y Aranza. Tras 25 conciertos de interpretaciones y creciente popularidad, llegó a la final, con el logro de ser la única concursante que no había participado en La Academia. Siendo otorgado a Aranza la proeza de mejores interpretaciones durante varias ocasiones, y de manera continua, sobresaliendo con interpretaciones como Finge que no (de Mimí), Por cobardía (de Lila Deneken), Él me mintió (de Amanda Miguel, a dueto con una niña para celebrar el día del niño), Huele a peligro (de Myriam Hernández), entre otras más canciones.
Después de la final, varias casas disqueras se fueron interesando por Aranza, siendo la compañía Sony BMG la que publicó su material discográfico titulado Desafiando al tiempo, álbum que incluye temas como Finge que no y Abrázame entre otros que interpretó a lo largo de su participación en el concurso.

### Desafiando al tiempo(2006)
Gracias a su participación dentro del concurso, lanza su quinta producción discográfica «Desafiando al tiempo» siendo Sony BMG nuevamente la firma de este material que incluye temas como Finge que no, Abrázame entre otros, versiones de temas conocidos de Lila Deneken, Daniela Romo, Rocio Banquells, mismos que interpretó dentro del concurso, obteniendo un total de 100,000 copias de ventas en México y una gira por toda la república mexicana.

### Las ReinasyEl gran desafío(2009)
En 2009 luego de su participación en el anterior programa, Aranza forma el trío musical Las Reinas junto con las exconcursantes de La Academia y Desafío de estrellas Erika Alcocer Luna y Estrella Veloz, proyecto donde surgió por una presentación que Aranza hizo en un salón de espectáculos, contando con un éxito, así bajo la dirección coreográfica de Vince Miranda, lograron tener presentaciones en México y Estados Unidos. Con este proyecto graban la canción «Anuncio clasificado», tema principal de la telenovela Se busca un hombre y el tema «Un gran corazón» para la fundación Caritas de Monterrey, al mismo tiempo participan en la tercera edición del desafío llamada el gran desafío de estrellas.

### Águila y sol(2010)
Después de haber formado un proyecto musical con Erika Alcocer Luna (ganadora de la segunda edición de La Academia) y Estrella Veloz (participante de la primera generación), y realizar una gira, lanza un álbum ranchero llamado «Águila y sol», siendo su sexta producción discográfica lanzada en el mercado mexicano. 

«"Esta es la historia de mi infancia, han inspirado mi vida entera, me han permitido ser quien soy."»
Aranza

Este álbum contiene 12 temas de corte ranchero, con temas como Cielo rojo, La malagueña, La cama de piedra, Huapango torero, entre otros clásicos de la música vernácula. Contiene 5 temas adicionales acompañados con guitarra, en una sesión acústica.

### Vivir a destiempo(2013)
Mostrando nuevamente cantar un tema para un telenovela de Televisión Azteca, llega Aranza en 2013 de la mano de Jorge Avendaño, con el tema del melodrama «Vivir a destiempo»; el cual la coloca nuevamente en el gusto del público, gracias a su participación musical en la telenovela, protagonizada por Edith González, Humberto Zurita, Wendy de los Cobos y Andrea Noli. El tema fue grabado en un videoclip con las escenas de los protagonistas del melodrama, también se editó un disco recopilatorio con el mismo nombre de la telenovela, que incluye temas como Dime y Para dormir contigo.

### ¿Te acuerdas?(2014),Águila y sol (Acústicos)
En el año 2014, Aranza presenta su noveno material discográfico titulado «¿Te acuerdas?». Este disco llega bajo el sello de Azteca Music aliado a la disquera Sony Music México. Contiene sus versiones de canciones de figuras como Marisela, Amanda Miguel, Rocío Banquells, etc., contiene temas como Ámame una vez más, Luna mágica, una adaptación de «Me gusta todo de tí» de la Banda El Recodo, entre otros temas.
Filmó una serie de vídeos acústicos de su disco «Águila y sol», esta vez en versión acústica, promoviéndolo por su canal de YouTube. En esta serie relata historias personales ligadas a cada canción, en un paso por la historia de su vida personal.

### Sólo Manzanero(2018)
En enero de 2018 confirmó que se encontraba preparando su décimo material discográfico titulado «Sólo Manzanero», en el cual el productor de dicho material es el cantautor Armando Manzanero y la coproductora es de ella, incluye temas escritos por Manzanero, dos temas inéditos y también contiene colaboración con David Cavazos y Gilberto Santa Rosa, con el que regrabó el tema Para dormir contigo, en esta ocasión con diferentes arreglos, en un concierto dio la primicia de los sencillos A punto, Ese es problema tuyo y De un bolero a un danzón.
Realiza una gira musical acompañando al cantante Manzanero, presentándose por primera vez en Cuba, reuniendo a más de 250 000 personas. En junio de 2018 sale a la venta su álbum «Sólo Manzanero» en plataformas digitales y la venta física en las tiendas departamentales Sanborns. Este disco contiene temas inéditos y algunos temas que ya se habían grabado con anterioridad bajo poco reconocimiento. El primer sencillo fue «Detrás de mi puerta» a dueto con Manzanero. El disco fue recibido con éxito, llegando al puesto #1 de ventas en Sanborns por varias semanas, y llegando al luhar #3 en ITunes México. Como segundo sencillo se lanzó el tema «A punto», fue presentado ante el público en un evento organizado por Sanborns. Así como un reelanzamiento posterior débido al éxito, con más temas incluidos.
En noviembre recibe la invitación del productor Hugo Mejuto para la grabación del tercer disco del espectáculo GranDiosas en el Teatro Metropólitan, interpretando su gran éxito Dime y una colaboración con Manoella Torres con la canción A la que vive contigo.

### Fans Choice AwardsyAranza Tour 2020
En mayo de 2019 Aranza ganó en la categoría Balada/Bolero de los Fans Choice Awards 2019 entregándole el reconocimiento en una plaza comercial de la ciudad rodeada de sus fanáticos. 
En 2020 anunció Aranza Tour con un espectacular colocado sobre el Periférico de la Ciudad de México, dando inicio en el festival Sabora Fest en Colima, al evento se dieron cita más de 4,500 personas logrando un éxito y un gran inicio de su gira.

### Noches en vela
En julio de 2020 salió al aire la emisión Noches en vela con Aranza por la señal de Mexiquense TV, un programa de entrevista y musicales con artistas influyentes y con gran trayectoria a nivel nacional e internacional. La conducción está a cargo de Aranza. El programa se trasmite días viernes a las 10:00 p. m. 
La música de Aranza se encuentra disponible en todas las plataformas digitales donde cuenta con más de 100.000 oyentes mensuales y más de 9.000.000 de streamings.

### Últimos años
En 2021 incursiona como actriz de doblaje en la cinta cinematográfica animada Vivo, producida por Netflix, donde da voz a Marta.
En 2024 ofrece un concierto homenaje a Armando Manzanero y anuncia su sencillo «Tu olvido», autoría de Carlos Macías.

## Otros proyectos

### Programas de televisión
| Año           | Título                       | Nota                             | Cadena                |
| ------------- | ---------------------------- | -------------------------------- | --------------------- |
| 1991          | Alcanzar una estrella II     | Aparición especial con Zarabanda | Televisa              |
| 1994          | Siempre en domingo           | Invitada musical                 | Televisa              |
| 1999          | Tempranito                   | Presentadora                     | TV Azteca             |
| 2005          | Te regalo mi canción         | Participante                     | TV Azteca             |
| 2006          | Desafío de estrellas         | Participante                     | TV Azteca             |
| 2007          | Lo que la gente cuenta       | Episodio: «El bosque de huemac»  | TV Azteca             |
| 2008          | La vida es una canción       | Varios episodios                 | TV Azteca             |
| 2009-2010     | Lo que callamos las mujeres  | Varios episodios                 | TV Azteca             |
| 2009          | El gran desafío de estrellas | Participante                     | TV Azteca             |
| 2013          | Vivir a destiempo            | Aparición especial (cameo)       | TV Azteca             |
| 2020-presente | Noches en vela               | Presentadora                     | Mexiquense Televisión |

## Discografía

### Álbumes de estudio y recopilatorios[20]
- Aranza (1994)
- Mi isla desierta (1995)
- Mirada de mujer (1997)
- Ama (1999)
- Lo mio (2003)
- Desafiando al tiempo (2006)
- Águila y sol (2010)
- Vivir a destiempo (2013)
- Te acuerdas (2014)
- Águila y sol (Acústica) (2014)
- Sólo Manzanero (2018)
- Sólo Manzanero (Edición especial) (2018)

### Álbumes colaborativos
- Bolero100; 100 años, 100 boleros

### Sencillos
- Mentiras y lágrimas, Ninguno de los dos, Cuerpo a cuerpo, Si quiero yo, Aranza (1994)
- Mentiras, Mi isla desierta, Un día llegará, En la gran ciudad, Mi isla desierta (1995)
- Dime, Para dormir contigo, Tuya soy, A través, Escalera al cielo, Mirada de mujer (1997)
- Ama, Cada vez, Besos al aire, Cuando quieras, Ama (1999)
- Atrapada, Muerto y enterrado, Lo mío, Balada romántica, Lo mío (2003)
- Finge que no, Abrázame, Por cobardía, Costumbres, Cómo se cura una herida, Dime, Nunca voy a olvidarte (versión salsa), Desafiando al tiempo (2006)
- Luz de luna, La malagueña, La cama de piedra, Cielo rojo, Que se me acabe la vida, La mano de Dios, Échame a mi la culpa, Águila y sol (2010)
- Vivir a destiempo, Vivir a destiempo (2013)
- Ámame una vez más, Me gusta todo de ti, Perdóname, ¿Te acuerdas? (2015)
- Luz de luna, Cielo rojo, Mi ranchito, Que se me acabe la vida, Águila y sol - Sesión acústica (2016)
- Ese es problema tuyo, Como lamento, Tal vez, quizá, Sólo Manzanero (2019)